# Franciszek Dionizy Kniaźnin
Franciszek Dionizy Kniaźnin (4. října 1750, Vitebsk – 25. srpna 1807, Końskowola) byl polský preromantický básník, dramatik a překladatel.

## Život
Pocházel z běloruské polské šlechtické rodiny. Vystudoval jezuitskou školu ve Vitebsku. Po zrušení jezuitského řádu působil jako knihovník, sekretář a domácí učitel u knížete Adama Kazimierze Czartoryského, z jehož sídla v Pulawách se stalo významné kulturní centrum, kde působili i další preromantičtí básníci Franciszek Karpiński a Franciszek Zabłocki.
Po druhém dělení Polska se jeho duševní stav výrazně zhoršil (údajně ze žalosti nad ztrátou samostatnosti vlasti) a dožil na faře poblíž Pulaw, kde se o něho staral Franciszek Zabłocki.
Psal polsky i latinsky. Jeho básnická tvorba vycházela z klasicismu, ale postupně v ní převládl sentimentalismus (popisy přírody, pastýřské scenérie, elegické a melancholické motivy). Psal příležitostnou poezii, dramatické selanky, erotické básně s anakreontskými motivy, vlasteneckou a náboženskou lyriku, divadelní hry a operní libreta (po vzoru Pietra Metastasia), parafrázoval La Fontainovy bajky. Překládal antické autory (Anakreón, Theokritos, Horatius) i novodobé (James Macpherson.

## Výběrová bibliografie
- Bajki (1776).

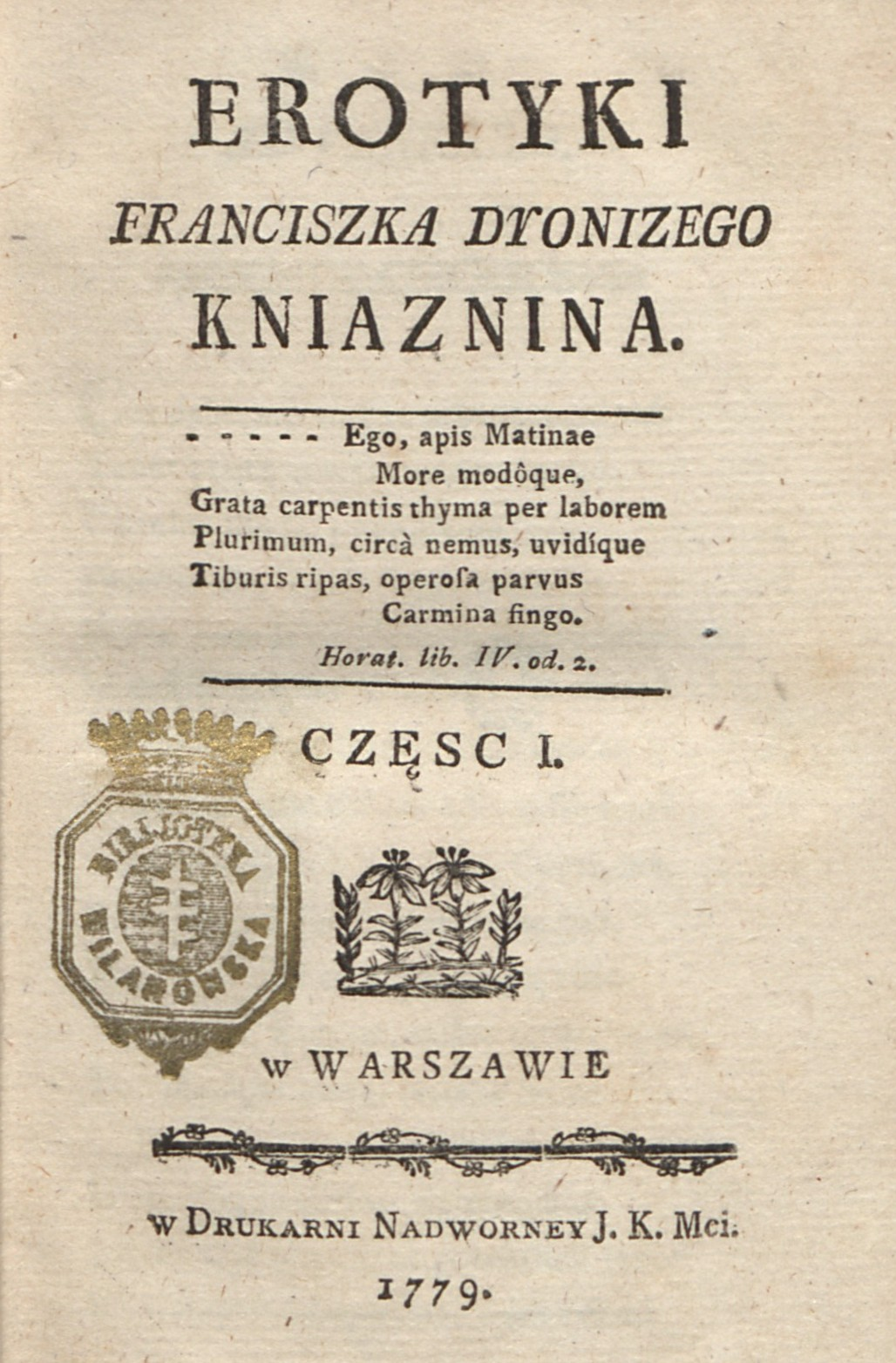
Erotyki, první vydání z roku 1779

- Erotyki czyli pieśni w rodzaju anakreontycznymn (1779), sbírka erotických básní podle různých předloh, dva svazky.
- Carmina (1781), latinská báseň.
- Wiersze (1783).
- Balon, czyli wieczory puławskie, (1784, Balon aneb pulawské večery), příležitostná báseň vyvolaná vynálezem prvního horkovzdušného balonu bratry Montgolfiery.
- Troiste wesele (1785), dramatická selanka o dvou jednáních.
- Rozmaryn (1785), lyrická báseň.
- Matka Spartanka (1786), operní libreto o třech jednáních, hudba Franciszek Lessel. V libretu je vylíčena spartská matka, která vypravuje syna do boje za vlast. Za antickým námětem se skrývá alegorie na kněžnu Izabelu Czartoryskou a jejího syna Adama Kazimierze Czartoryského. Opera měla premiéru v Pulawách a v titulní roli vystoupila přímo kněžna Czartoryská.[2]
- Cyganie (1786), operní libreto o třech jednáních, hudba Michał Kazimierz Ogiński, komická opera s folklorními prvky,[1] roku 1860 napsal na toto libreto svou operu Jawnuta Stanisław Moniuszko.[3]
- Anakreon (1787), komedie o třech jednáních.
- Poezje (1787–1789), souborné vydání, 3 svazky
- Trzy gody (1790–1792), selanka v pěti jednáních.
- Hektor (1793), tragédie o pěti jednáních.